# Péniszpumpa
A péniszpumpa erekció kiváltására vagy annak fokozására szolgáló henger alakú műanyag eszköz. 

## Leírása
A hímvesszőre illesztve egy szivattyú működtetésével a pénisz környezetében csökkenthető a légnyomás, miáltal vér tódul a barlangos testekbe, a szerv megnagyobbodását, merevedést idézve elő.
Túlzott használata szövetkárosodáshoz vezethet, be kell tartani a használati utasítást. Ajánlott a pumpálások közt szünetet tartani és elkerülni a túlzott szívóhatást. Porszívók ilyen célra való alkalmazása már számos sérüléshez vezetett, a túl erős szívás miatt. Tömlő nélkül használva pedig a pörgő ventilátor is komoly veszélyt jelent.
A péniszpumpákat erekció elősegítése és megtartása céljából fejlesztették ki, merevedési zavarokkal küzdő férfiak számára. A kereskedők gyakran pénisznövelő hatását hangsúlyozzák, az azonban vitatott. Önkielégítés céljából szintén használják.